# Thomas Mitchell (esploratore)
Thomas Livingstone Mitchell (Craigend, 15 giugno 1792 – Darling Point, 5 ottobre 1855) è stato un esploratore scozzese.
Tra il 1831 e il 1847 compì 4 spedizioni nel Sud-Ovest del Queensland, scoprendo vari fiumi fino ad allora ignoti.